# نهر فوجي
نهر فوجي (باليابانية: 富士川) هو نهر طبيعي في محافظة ياماناشي ومحافظة شيزوكا الواقعتان في وسط اليابان. يبلغ طوله 128 كم (80 ميل)، وتبلغ مساحة التجميع المائي له 1,990 كم² (1,540 ميلاً مربعًا). ويعتبر فوجي أحد أسرع ثلاثة أنهار في اليابان، إلى جانب نهر موغامي ونهر كوما.

## جغرافيا
ينبع النهر من جبل نوكوجيري في جبال أكايشي في شمال غرب محافظة ياماناشي، وهناك يُسمى نهر كاماناشي، ثم يلتقي بنهر فويفوكي في بلدة إيتشيكاواميساتو، وهُناك يشكل نهر جديد وبالتالي يغير اسمه إلى نهر فوجي. ثم يتدفق حول سفح جبل فوجي الغربي ويدخل خليج سوروغا عند مصبه في مدينة فوجي.

## التاريخ
كانت ضفاف نهر فوجي موقعًا لمعركة نهر فوجي في عام 1180، وهي واحدة من أهم المعارك المبكرة في حرب غينبيه. بنى أمير الحرب تاكيدا شين-غن في فترة سينغوكو سدودًا كثيرة على طول جزء كاماناشي من النهر، مما أدى لغمر المياه المناطق العازلة، وذلك بهدف السيطرة على الفيضانات، ولا تزال هذه السدود موجودة، ويطلق عليها اسم شينجين-زوتسومي (信玄堤). واستمرت جهود السيطرة على الفيضانات في عهد شوغونية توكوغاوا في فترة إيدو، عندما اكتمل بناء السدود الواسعة النطاق في عام 1674 بعد 50 عامًا من البناء، لتحويل مجرى النهر السفلي بعيدًا عن المناطق المأهولة بالسكان، والتي كانت عرضة للفيضانات.